# Diarthrodes assimilis
Diarthrodes assimilis is een eenoogkreeftjessoort uit de familie van de Dactylopusiidae. De wetenschappelijke naam van de soort werd in 1906 voor het eerst geldig gepubliceerd door Georg Ossian Sars.